# Mario Balleri
Mario Balleri   (Liorna, 17 de setembre de 1902 - Liorna, 9 de març de 1962) va ser un remer italià que va competir durant les dècades de 1920 i 1930.
El 1932 va prendre part en els Jocs Olímpics de Los Angeles, on guanyà la medalla de plata en la competició del vuit amb timoner del programa de rem.
En el seu palmarès també destaquen quatre medalles al Campionat d'Europa, una d'or i tres de plata.